# Calendario UCI Femenino 2025
El Calendario UCI Femenino 2025 (oficialmente: Women Elite Ranking), también denominado Ranking UCI Femenino 2025, empezó el 25 de enero en España con la Trofeo Felanich-Colonia de San Jorge (estaba prevista empezar el 19 con la carrera Women Cycling Pro Costa de Almería) y finalizará el 19 de octubre en Francia con la Chrono des Nations-Les Herbiers-Vendée.

## Equipos, carreras y categorías
- Para la lista de equipos profesionales véase: Equipos

En estas carreras pueden participar prácticamente todos los equipos. Las únicas limitaciones se sitúan en que los equipos amateurs no pueden participar en las carreras del UCI WorldTour Femenino 2025 (las de mayor categoría) y los equipos mixtos solo pueden participar en las carreras .2 (las de menor categoría).
En los Campeonatos Continentales (CC) también pueden puntuar todo tipo de equipos y corredoras de ese continente; y dependiendo la legislación de su federación continental también pueden participar, sin poder puntuar, corredoras fuera de ese continente.

### Categorías
Fuera del UCI WorldTour Femenino 2025 destacarán las XX carreras de categoría .Pro y .1 (XX por etapas y XX de un día). En el siguiente cuadro se muestran las carreras más destacadas con esa puntuación ordenado por países.
| Carrera                                                                   | Categoría |
| ------------------------------------------------------------------------- | --------- |
| Omloop Het Nieuwsblad-vrouwen elite / Circuit Het Nieuwsblad-Femmes Elite | 1.Pro     |
| Nokere Koerse femenina                                                    | 1.Pro     |
| Gran Premio Bruno Beghelli Femenino                                       | 1.Pro     |
| Festival Luxemburgués de Ciclismo Femenino Elsy Jacobs                    | 2.Pro     |
| Tour de Thüringe Femenino                                                 | 2.Pro     |
| Giro de Italia Femenino                                                   | 2.Pro     |
| Vuelta a la Comunidad Valenciana Femenina                                 | 1.1       |
| Setmana Ciclista Valenciana                                               | 2.1       |
| Gran Premio Ciudad de Eibar                                               | 1.1       |
| Clásica Navarra                                                           | 1.1       |
| Emakumeen Nafarroako Klasikoa                                             | 1.1       |
| BeNe Ladies Tour                                                          | 2.1       |
| A través de Flandes                                                       | 1.1       |
| Dwars door de Westhoek                                                    | 1.1       |
| Gooik-Geraardsbergen-Gooik                                                | 1.1       |
| Lotto Belgium Tour                                                        | 2.1       |
| SPAR Flanders Diamond Tour                                                | 1.1       |
| Spar-Omloop van het Hageland-Tielt-Winge                                  | 1.1       |
| Trofeo Maarten Wynants                                                    | 1.1       |

| Carrera                                   | Categoría |
| ----------------------------------------- | --------- |
| Grand Prix Cycliste de Gatineau - RR      | 1.1       |
| Grand Prix Cycliste de Gatineau - ITT     | 1.1       |
| Winston Salem Cycling Classic             | 1.1       |
| Independence Cycling Classic              | 1.1       |
| La Classique Morbihan                     | 1.1       |
| Gran Premio de Plumelec-Morbihan Femenino | 1.1       |
| Chrono Champenois-Trophée Européen        | 1.1       |
| Chrono des Nations                        | 1.1       |
| Giro del Trentino Alto Adige-Südtirol     | 1.1       |
| Giro de Emilia Femenino                   | 1.1       |
| EPZ Omloop van Borsele                    | 1.1       |
| Tour de Polonia Femenino                  | 2.1       |
| Tour de Yorkshire                         | 1.1       |
| 947 Cycle Challenge                       | 1.1       |
| Tour de Tailandia                         | 2.1       |

Además, al igual que en los Circuitos Continentales UCI, también puntúan los campeonatos nacionales de ruta y contrarreloj (CN) así como el Campeonato Mundial (CM) de ese año.

## Calendario
- Para las carreras de máxima categoría véase: UCI WorldTour Femenino 2025

Las siguientes son las 74 carreras que componen actualmente el calendario UCI Femenino 2025 (actualizado por la UCI a enero de 2025), aunque el calendario puede sufrir modificaciones a lo largo de la temporada con la inclusión de nuevas carreras o exclusión de otras.
| Calendario UCI Femenino 2025 | Calendario UCI Femenino 2025 | Calendario UCI Femenino 2025                     | Calendario UCI Femenino 2025 | Calendario UCI Femenino 2025 |
| Fecha                        | País                         | Carrera                                          | Ganador                      |                              |
| ---------------------------- | ---------------------------- | ------------------------------------------------ | ---------------------------- | ---------------------------- |
| 19 de ene                    | España                       | Women Cycling Pro Costa De Almería               | cancelada                    |                              |
| 25 de ene                    | España                       | Trofeo Felanitx-Colònia de Sant Jordi (Women)    | Lotta Henttala               |                              |
| 26 de ene                    | Australia                    | Schwalbe Women's One Day Classic                 | Clara Copponi                |                              |
| 26 de ene                    | España                       | Trofeo Palma Femina                              | Marlen Reusser               |                              |
| 27 de ene                    | España                       | Trofeo Binissalem-Andratx                        | Thalita De Jong              |                              |
| 29 de ene                    | Australia                    | Race Torquay                                     | Ally Wollaston               |                              |
| 5 – 9 de febrero             | Australia                    | Herald Sun Tour femenino                         | cancelada                    |                              |
| 9 de feb                     | España                       | Vuelta a la Comunitat Valenciana Feminas         | Linda Zanetti                |                              |
| 13 – 16 de febrero           | España                       | Setmana Ciclista Valenciana                      | Demi Vollering               |                              |
| 23 de feb                    | España                       | Clàssica d'Almeria                               | Ally Wollaston               |                              |
| 2 de mar                     | Bélgica                      | Omloop van het Hageland                          | Femke Gerritse               |                              |
| 4 de mar                     | Bélgica                      | Le Samyn femenina                                | Lorena Wiebes                |                              |
| 5 de mar                     | Croacia                      | Umag Trophy Ladies                               | Lara Crestanello             |                              |
| 6 – 8 de marzo               | España                       | Vuelta Extremadura Féminas                       | Ellen van Dijk               |                              |
| 7 – 11 de marzo              | Vietnam                      | Tour of Vietnam Women                            | Natalia Frolova              |                              |
| 9 de mar                     | Italia                       | Trofeo Oro in Euro                               | Karlijn Swinkels             |                              |
| 9 de mar                     | Croacia                      | Poreč Trophy Ladies                              | Manon De Boer                |                              |
| 11 – 14 de marzo             | Italia                       | Trofeo Ponente in Rosa                           | cancelada                    |                              |
| 12 de mar                    | Bélgica                      | Grand Prix Oetingen                              | Julie De Wilde               |                              |
| 19 de mar                    | Bélgica                      | Nokere Koerse femenina                           | Marta Lach                   |                              |
| 23 de mar                    | Bélgica                      | Midwest Cycling Classic                          | Scarlett Souren              |                              |
| 31 de marzo – 2 de abril     | Tailandia                    | Tour de Tailandia femenino                       | Jutatip Maneephan            |                              |
| 2 de abr                     | Bélgica                      | A Través de Flandes femenina                     | Elisa Longo Borghini         |                              |
| 2 – 7 de abril               | El Salvador                  | Vuelta a El Salvador                             | Elena Hartmann               |                              |
| 5 de abr                     | Países Bajos                 | Volta NXT Classic Women                          | Femke Gerritse               |                              |
| 8 de abr                     | El Salvador                  | Grand Prix el Salvador                           | Laura Tomasi                 |                              |
| 9 de abr                     | Bélgica                      | Scheldeprijs femenina                            | Elisa Balsamo                |                              |
| 9 de abr                     | El Salvador                  | Grand Prix Presidente                            | Dilyxine Miermont            |                              |
| 9 de abr                     | Francia                      | Région Pays de la Loire Tour-Féminin             | Anne Dijkstra                |                              |
| 10 de abr                    | El Salvador                  | Grand Prix Suf City El Salvador                  | Kaja Rysz                    |                              |
| 18 de abr                    | Bélgica                      | Flecha Brabanzona Femenina                       | Elisa Longo Borghini         |                              |
| 20 de abr                    | Francia                      | Grand Prix de Chambéry                           | Erica Magnaldi               |                              |
| 21 de abr                    | Bélgica                      | Ronde de Mouscron                                | Susanne Andersen             |                              |
| 23 – 27 de abril             | Estados Unidos               | Tour de Gila                                     | Lauren Stephens              |                              |
| 25 de abr                    | Italia                       | Gran Premio della Liberazione femenino           | Paula Blasi                  |                              |
| 26 de abr                    | Países Bajos                 | Omloop van Borsele                               | cancelada                    |                              |
| 28 – 30 de abril             | Uzbekistán                   | Tour of Bostonliq Ladies                         | Shaknoza Abdullaeva          |                              |
| 1 de may                     | Bélgica                      | Cyclis Classic                                   | cancelada                    |                              |
| 1 – 4 de mayo                | República Checa              | Gracia-Orlová                                    | Alison Jackson               |                              |
| 2 – 6 de mayo                | Estados Unidos               | Tour de Bloom                                    | Lauren Stephens              |                              |
| 3 de may                     | Luxemburgo                   | Festival Elsy Jacobs à Garnich                   | Marta Lach                   |                              |
| 3 de may                     | Bélgica                      | GP Immo Zone                                     | Julie Stockman               |                              |
| 4 de may                     | Luxemburgo                   | Festival Elsy Jacobs à Luxembourg                | Martina Fidanza              |                              |
| 8 de may                     | Francia                      | Pointe du Raz Ladies Classic                     | Paula Blasi                  |                              |
| 9 de may                     | Francia                      | La Classique Morbihan                            | Eline Jansen                 |                              |
| 10 de may                    | Francia                      | Gran Premio de Plumelec-Morbihan Femenino        | Eleonora Gasparrini          |                              |
| 11 de may                    | Bélgica                      | Trofeo Maarten Wynants                           | Martina Fidanza              |                              |
| 14 de may                    | España                       | Clásica Féminas de Navarra                       | Cat Ferguson                 |                              |
| 15 – 18 de mayo              | República Checa              | Tour de Feminin-O cenu Ceskeho Svycarska         |                              |                              |
| 17 de may                    | Países Bajos                 | Omloop der Kempen Ladies                         |                              |                              |
| 20 de may                    | España                       | Durango-Durango Emakumeen Saria                  |                              |                              |
| 23 de may                    | Países Bajos                 | Veenendaal Veenendaal Classic Femenina           | cancelada                    |                              |
| 25 de may                    | Bélgica                      | Antwerp Port Epic Ladies                         |                              |                              |
| 28 de mayo – 1 de junio      | Francia                      | Tour de Bretaña femenino                         | cancelada                    |                              |
| 29 de may                    | Bélgica                      | Circuit de Wallonie Dames                        |                              |                              |
| 31 de may                    | Estonia                      | Ladies Tour of Estonia                           |                              |                              |
| 31 de mayo – 1 de junio      | Noruega                      | Tour of Norway Women                             |                              |                              |
| 6 – 8 de junio               | España                       | Volta a Cataluña Femenina                        |                              |                              |
| 8 de jun                     | Francia                      | Alpes Gresivaudan Classic                        |                              |                              |
| 8 de jun                     | Bélgica                      | Dwars door de Westhoek                           |                              |                              |
| 9 de jun                     | Bélgica                      | Grand Prix Mazda Schelkens                       |                              |                              |
| 10 – 15 de junio             | Colombia                     | Vuelta a Colombia Femenina                       |                              |                              |
| 13 – 15 de junio             | Francia                      | Tour Féminin International des Pyrénées          |                              |                              |
| 15 de jun                    | Bélgica                      | Diamond Tour                                     |                              |                              |
| 17 – 22 de junio             | Alemania                     | Tour de Turingia femenino                        | cancelada                    |                              |
| 24 de jun                    | Italia                       | Giro dell'Appennino Donne Elite                  |                              |                              |
| 2 – 6 de julio               | Portugal                     | Volta a Portugal Feminina                        |                              |                              |
| 6 de jul                     | Bélgica                      | 2-Districtenpijl                                 |                              |                              |
| 12 de jul                    | Eslovaquia                   | Ladies Race Slovakia                             |                              |                              |
| 13 de jul                    | Bélgica                      | Grote Prijs Beveren                              |                              |                              |
| 16 – 20 de julio             | Bélgica                      | BeNe Ladies Tour                                 |                              |                              |
| 19 de jul                    | Francia                      | La Périgord Ladies                               |                              |                              |
| 20 de jul                    | Francia                      | La Picto-Charentaise                             |                              |                              |
| 25 – 27 de julio             | Polonia                      | Princess Anna Vasa Tour                          |                              |                              |
| 10 de ago                    | Bélgica                      | Egmont Cycling Race Women                        |                              |                              |
| 12 – 14 de agosto            | Polonia                      | Tour de Pologne Women                            |                              |                              |
| 15 de ago                    | Bélgica                      | GP Yvonne Reynders                               |                              |                              |
| 21 de ago                    | Bélgica                      | Grote Prijs Lucien Van Impe (Women)              |                              |                              |
| 22 de ago                    | Bélgica                      | Konvert Kortrijk Koerse                          | cancelada                    |                              |
| 28 de ago                    | Francia                      | Kreiz Breizh Elites femenina                     |                              |                              |
| 4 – 7 de septiembre          | Italia                       | Giro de la Toscana-Memorial Michela Fanini       |                              |                              |
| 6 de sep                     | Estados Unidos               | Maryland Cycling Classic Women                   |                              |                              |
| 7 de sep                     | Bélgica                      | Grand Prix Beerens                               | cancelada                    |                              |
| 9 – 14 de septiembre         | Francia                      | Tour Cycliste Féminin International de l'Ardèche |                              |                              |
| 13 de sep                    | Francia                      | À travers les Hauts-de-France                    |                              |                              |
| 14 de sep                    | Francia                      | Gran Premio de Fourmies femenino                 |                              |                              |
| 14 de sep                    | Alemania                     | Women's Cycling Grand Prix Stuttgart & Region    |                              |                              |
| 14 de sep                    | España                       | Pionera Race                                     |                              |                              |
| 17 de sep                    | Bélgica                      | Grisette Grand Prix de Wallonie                  |                              |                              |
| 18 – 21 de septiembre        | Italia                       | Giro Mediterraneo Rosa                           |                              |                              |
| 19 de sep                    | Canadá                       | Chrono Gatineau                                  |                              |                              |
| 19 – 20 de septiembre        | Bélgica                      | Trophée des Grimpeuses                           |                              |                              |
| 20 de sep                    | Canadá                       | Gran Premio Ciclista de Gatineau                 |                              |                              |
| 21 de sep                    | Francia                      | Gran Premio de Isbergues Femenino                | cancelada                    |                              |
| 27 de sep                    | Francia                      | Mirabelle Classic                                |                              |                              |
| 1 – 5 de octubre             | Costa Rica                   | Vuelta Internacional Femenina a Costa Rica       |                              |                              |
| 4 de oct                     | Italia                       | Giro de Emilia Femenino                          |                              |                              |
| 5 de oct                     | España                       | Gran Premio Ciudad de Eibar                      |                              |                              |
| 7 – 11 de octubre            | España                       | Vuelta Ciclista Andalucia (women)                |                              |                              |
| 7 de oct                     | Italia                       | Tres Valles Varesinos Femenino                   |                              |                              |
| 7 de oct                     | Bélgica                      | Binche-Chimay-Binche féminin                     |                              |                              |
| 19 de oct                    | Francia                      | Chrono des Nations femenina                      |                              |                              |

## Clasificaciones Parciales (UCI World Ranking Femenino)
- No existe una clasificación exclusiva de este calendario. En el Ranking UCI Femenino se incluyen las 23 carreras del UCI WorldTour Femenino 2025. Esta clasificación se basa en los resultados de las últimas 52 semanas de acuerdo con el sistema "rolling", mismo sistema que el Ranking ATP y Ranking WTA de tenis.

Estas son las clasificaciones finales:

### Individual
| Posición | Corredor     | Equipo | Puntos |
| -------- | ------------ | ------ | ------ |
| 1.º      | '            |        |        |
| 2.º      | Bandera de ? |        |        |
| 3.º      | Bandera de ? |        |        |
| 4.º      | Bandera de ? |        |        |
| 5.º      | Bandera de ? |        |        |

### Clasificación por equipos
Esta clasificación se calcula sumando los puntos de las cinco mejores corredoras de cada equipo. Los equipos con el mismo número de puntos se clasifican de acuerdo a su corredora mejor clasificado.
| Posición | Equipo       | Puntos |
| -------- | ------------ | ------ |
| 1.º      | Bandera de ? |        |
| 2.º      | Bandera de ? |        |
| 3.º      | Bandera de ? |        |
| 4.º      | Bandera de ? |        |
| 5.º      | Bandera de ? |        |

### Países
La clasificación por países se calcula sumando los puntos de las cinco mejores corredoras de cada país. Los países con el mismo número de puntos se clasifican de acuerdo a su corredora mejor clasificado.
| Posición | País         | Puntos |
| -------- | ------------ | ------ |
| 1.º      | Bandera de ? |        |
| 2.º      | Bandera de ? |        |
| 3.º      | Bandera de ? |        |
| 4.º      | Bandera de ? |        |
| 5.º      | Bandera de ? |        |